# Myrtle Point
Myrtle Point is een plaats (city) in de Amerikaanse staat Oregon, en valt bestuurlijk gezien onder Coos County.

## Demografie
Bij de volkstelling in 2000 werd het aantal inwoners vastgesteld op 2451. In 2006 is het aantal inwoners door het United States Census Bureau geschat op 2501, een stijging van 50 (2,0%).

## Geografie
Volgens het United States Census Bureau beslaat de plaats een oppervlakte van 4,2 km², geheel bestaande uit land. Myrtle Point ligt op ongeveer 24 m boven zeeniveau.

## Plaatsen in de nabije omgeving
De onderstaande figuur toont nabijgelegen plaatsen in een straal van 36 km rond Myrtle Point.